# Is That All There Is?
Is That All There Is? is een nummer van het Amerikaanse songwriterduo Jerry Leiber en Mike Stoller uit 1967.
Leiber haalde de inspiratie voor het nummer uit het verhaal Enttäuschung van de Duitse schrijver Thomas Mann. Via zijn Duits-Nederlandse vrouw Gaby Rodgers had hij dit werk, in de vertaalde titel Disillusionment, leren kennen. Zowel de titel van het nummer als het verhaal in het lied zijn afkomstig van Disillusionment. 
Het nummer werd voor het eerst uitgevoerd in een televisiespecial door Georgia Brown in mei 1967. Dit optreden werd een jaar later door de Amerikaanse diskjockey Dan Daniel in zijn radioprogramma gedraaid maar op verzoek van de songwriters werd het niet op single uitgegeven. De eerste singleversie van het nummer komt van Leslie Uggams uit augustus 1968, maar deze versie kreeg nauwelijks airplay. 
In augustus 1969 nam de Amerikaanse zangeres Peggy Lee het nummer op als eerste single van haar gelijknamige album. Het nummer behaalde de elfde positie in de Billboard Hot 100 en behaalde ook de Canadese en Australische hitlijst.
In hetzelfde jaar werd het nummer ook opgenomen door Guy Lombardo en Tony Bennett. Het nummer is sindsdien gecoverd door onder meer Chaka Khan, Giant Sand, Sandra Bernhard, PJ Harvey, Alan Price, Amanda Lear, James Last, Diana Ross, Bette Midler en Hildegard Knef.

## Apollo 12
Toen de astronauten Charles Conrad en Alan Bean van Apollo 12 in november 1969 op de maan landden, hun taken op het maanoppervlak volbrachten, en na afloop terug in de maanlander plaats namen om op te stijgen, ondervonden beide astronauten een sterk gevoel dat hen onmiddellijk deed denken aan het nummer Is That All There Is? Dit gevoel van desillusie werd mede veroorzaakt door het eentonige gebied waarop ze waren geland. 

## NPO Radio 2 Top 2000
| Nummer met noteringen in de NPO Radio 2 Top 2000 | '99  | '00-'01 | '02  | '03  | '04  | '05  | '06  | '07 | '08  |
| ------------------------------------------------ | ---- | ------- | ---- | ---- | ---- | ---- | ---- | --- | ---- |
| Is That All There Is? (Peggy Lee)                | 1366 | -       | 1951 | 1792 | 1763 | 1909 | 1977 | -   | 1978 |

1. ↑  Een '-' betekent dat het nummer niet was genoteerd en een vetgedrukt getal geeft de hoogste notering aan.
2. ↑  Deze tabel is bijgewerkt tot en met de meest recente editie (2024).